# 伝成館
伝成館（でんせいかん）とは、北海道標津郡中標津町にある北海道農事試験場根室支場の旧庁舎である。

## 概要
北海道農事試験場根室支場旧庁舎は1927年に建設された、当時この地域では珍しい鉄筋コンクリートの２階建で延べ床面積は約500平方メートルだった。その後、数回の増築で約1,000平方メートルになったが、中心部分は80年以上、当時と変わらない姿をとどめている。 
建設当時、中標津町はまだ、標津村で民家も5軒ほどだったが、この施設の建設を機に人口が増えたため、中標津町史を語るのに欠かせない建築物である。また、同建物の横にある白樺並木道は、中央基線道路とも呼ばれ中標津町、標津町、別海町に広がる区画の基点になっている。

## NPO法人伝成館まちづくり協議会
2003年3月に根釧農業試験場が新庁舎に移転しそれにともない旧庁舎は取壊しが決定されていたが、旧根釧農業試験場の建築物は中標津町にとって歴史的に大変貴重な建物といった認識は同町民内で非常に高かった。そこで、中標津町内の有志が集い、この建物を保存し今後活用する為に特定非営利活動法人伝成館まちづくり協議会を立ち上げた。同協議会では現在も建物の保存・活用を行いまちづくり運動の拠点としている。

## 住所等
- 郵便番号:086-1153
- 住所:北海道標津郡中標津町桜ヶ丘1丁目1番地

## 沿革
- 1927年 鉄筋コンクリート造2階建で建築される
- 1964年 組織機構改編により、根室支場は北海道立根釧農業試験場と改称
- 2003年3月 根釧農業試験場が新施設へ移転
- 2003年12月19日 NPO法人伝成館まちづくり協議会 設立
- 2009年8月7日 登録有形文化財として文化財登録原簿に登録される（登録番号01-0101）